# White Christmas (bài hát)
"White Christmas" (nghĩa là: Giáng sinh trắng) là một bài hát Giáng sinh nổi tiếng được sáng tác bởi Irvin Berlin. Thời gian và địa điểm bài hát ra đời có nhiều ý kiến khác nhau.

## Nội dung
Bài hát bày tỏ sự nhung nhớ cảnh Giáng sinh cổ điển có tuyết rơi. Nó đã trở thành một trong những ca khúc Giáng sinh phổ biến nhất và đã được nhiều ca sĩ hát lại như Elvis Presley, Westlife, Taylor Swift, Lady Gaga. Theo Sách Kỷ lục Guinness, bản ghi âm bởi Bing Crosby là bản bán chạy nhất trên thế giới với hơn 50 triệu đĩa đơn được bán ra khắp thế giới.